# Jan Waligórski
Jan Waligórski-Zubrzycki (ur. 12 czerwca 1887 we Lwowie, zm. wiosną 1940 w Charkowie) – major taborów Wojska Polskiego, działacz niepodległościowy, ofiara zbrodni katyńskiej.

## Życiorys
Syn Zygmunta urodzony 12 czerwca 1887 we Lwowie. Był absolwentem akademii górniczej. W czasie I wojny światowej pełnił służbę w Żandarmerii Legionów Polskich. Awansował kolejno na chorążego (3 lutego 1915) i podporucznika (1 listopada 1916).
14 lutego 1920 został mianowany porucznikiem w żandarmerii z dniem 1 grudnia 1919, warunkowo do czasu ukończenia prac przez Komisję Weryfikacyjną, z jednoczesnym przeniesieniem na etat Wojsk Taborowych. 1 czerwca 1921 pełnił służbę w Dowództwie Okręgu Generalnego „Lwów” we Lwowie, a jego oddziałem macierzystym był wówczas 6 dywizjon taborów we Lwowie. 3 maja 1922 został zweryfikowany w stopniu kapitana ze starszeństwem z dniem 1 czerwca 1919 i 2. lokatą w korpusie oficerów taborowych. Jego oddziałem macierzystym był 4 dywizjon taborów w Łodzi. W latach 1923–1924 pełnił obowiązki zastępcy dowódcy 4 dywizjonu taborów w Łodzi. W lutym 1925 został przeniesiony do 10 dywizjonu taborów w Przemyślu. Od 1 października 1925 pełnił służbę w Szefostwie Taborów Dowództwa Okręgu Korpusu Nr X w Przemyślu. 3 maja 1926 został awansowany na majora ze starszeństwem z dniem 1 lipca 1923 i 1,5. lokatą w korpusie oficerów taborowych. W lipcu 1926 pozostawał w dyspozycji dowódcy Okręgu Korpusu Nr X i został czasowo przydzielony ewidencyjnie do kadry oficerów taborowych, do czasu przeniesienia do innego korpusu osobowego. Z dniem 1 listopada tego roku został przeniesiony służbowo do Powiatowej Komendy Uzupełnień Przemyśl na okres sześciu miesięcy. W maju 1927 został przeniesiony do Powiatowej Komendy Uzupełnień Sambor na stanowisko kierownika I referatu, pozostając w kadrze oficerów taborowych. W marcu 1929 został przesunięty na stanowisko pełniącego obowiązki komendanta PKU Sambor. W sierpniu tego roku został zwolniony z zajmowanego stanowiska i oddany do dyspozycji dowódcy Okręgu Korpusu Nr X. Przed 1932 został przeniesiony w stan spoczynku. W 1934 pozostawał w ewidencji Powiatowej Komendy Uzupełnień Brzeżany. Posiadał przydział do Oficerskiej Kadry Okręgowej Nr VI. Był wówczas „w dyspozycji dowódcy Okręgu Korpusu Nr VI”.
W nieznanych okolicznościach, po agresji ZSRR na Polskę (17 września 1939), dostał się do niewoli sowieckiej i został osadzony w obozie w Starobielsku. Wiosną 1940 został zamordowany przez funkcjonariuszy NKWD w Charkowie i pogrzebany potajemnie w bezimiennej mogile zbiorowej w Piatichatkach, gdzie od 17 czerwca 2000 mieści się oficjalnie Cmentarz Ofiar Totalitaryzmu w Charkowie. Figuruje na tzw. liście Gajdideja (poz. 452).
5 października 2007 minister obrony narodowej Aleksander Szczygło mianował go pośmiertnie na stopień podpułkownika. Awans został ogłoszony 9 listopada 2007 w Warszawie, w trakcie uroczystości „Katyń Pamiętamy – Uczcijmy Pamięć Bohaterów”.

## Ordery i odznaczenia
- Krzyż Niepodległości – 16 marca 1931 „za pracę w dziele odzyskania niepodległości”[22]
- Krzyż Walecznych dwukrotnie[1]